# Tuti (joc)
El tuti és un joc de cartes entre dos jugadors, anàleg a la bescambrilla, en què, als punts que ha guanyat cada jugador, s'afegeixen punts pel fet de reunir en el seu joc un rei i un cavall del mateix coll (40 punts si són de trumfo, i 20 punts si són d'un altre coll) i pel fet de guanyar la darrera basa (10 punts), i en què es pot guanyar la partida reunint els quatre reis o els quatre cavalls o fent capot o pèssim. Quan el jugador, en aquests joc, aplega els quatre reis o els quatre cavalls fa el tuti. A les Illes Balears, s'utilitza una baralla de 36 cartes (sense dosos ni vuits ni nous), que es reparteixen totes, i en el joc poden participar de dues a sis persones, encara que el més habitual, especialment en els tornejos que se solen organitzar en les festes de poble, sigui que el juguin quatre en parelles de dos.